# Villa Rondinelli

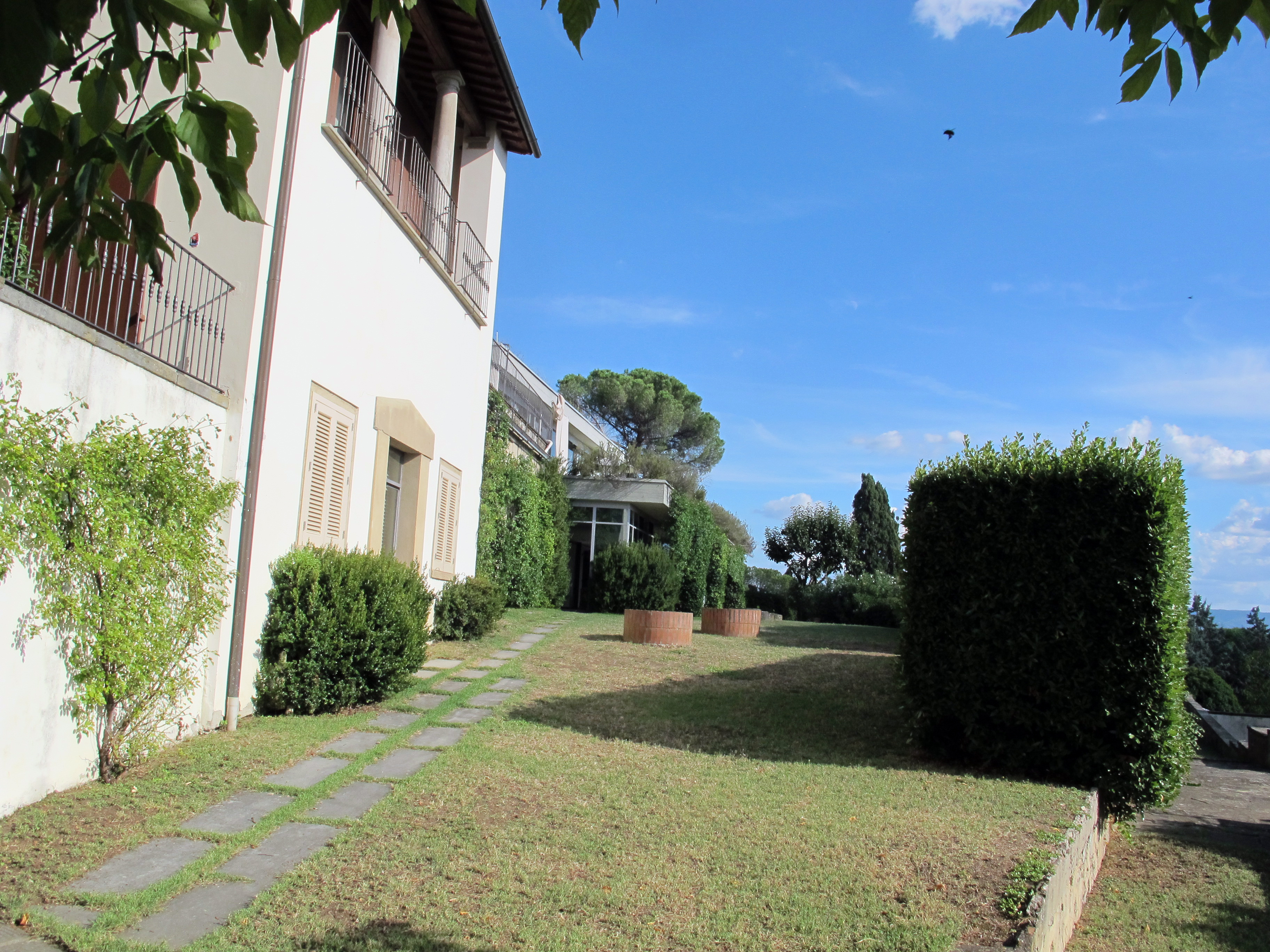
Villa Rondinelli

A Villa Rondinelli é um palácio italiano que se encontra no nº 21 da Via Vecchia Fiesolana, em Fiesole, Província de Florença.

## História
A Villa Rondinelli, que Guido Carocci considerou como uma das villas fiesolanas "mais grandiosas e mais esplêndidas pela situação favorável e a riqueza dos anexos", encontra-se em posição cenográfica ao longo da antiga ladeira que, de Florença, conduzia a Fiesole. 
O edifício original pertenceu antigamente aos Della Macchia, aos quais foi confiscada por Cosme I de Médici em 1551, que a ofereceu ao seu favorito Sforza Almeni, camareiro e confidente.
Sforza Almeni ampliou a villa e construiu um magnífico jardim, com terraços, jogos de água, uma gruta artificial e uma piscina. Na villa foi criado um grande salão de baile para acolher dignamente o seu protector. Com a morte do proprietário, ao quer parece causada pelo próprio Cosme I por ter revelado a relação com uma sua amante, a villa foi oferecida a um outro cavalheiro da corte, Giovanni Ramirez de Montalvo, que em 1584 a vendeu a Lucrezia di Piero da Gagliano, esposa de Antonio di Filippo Salviati. Em 1636, o Bispo de Sansepolcro Filippo Salviati decidiu vendê-la a Cassandra, viúva de Antonio Salviati, que depois a destinou em partes iguais a Piero e Jacopo Corsi, Maria e Laura Salviati. Laura fez-se monja no Convento de San Niccolò di Cafaggio e as outras partes passaram, respectivamente, para Ippolita della Gherardesca e Lorenzo di Raffaello de' Medici, membro dum ramo secundário da célebre família.
Em 1641, a propriedade foi reunida nas mãos de Giulio Vitelli, embaixador a Roma de Cosme III de Médici, que soube devolvê-la aos antigos esplendores. Foi este proprietário quem colocou no jardim uma estátua de Cosme III. Em seguida passou por via hereditária aos Rondinelli e depois aos Boncompagni Ludovisi. 
Danificada durante a Segunda Guerra Mundial, a villa perdeu muito do seu fascínio original. Na década de 1960 foi adquirida por Pietro Porcinai, que redesenhou o jardim e ali fez o seu estúdio até à sua morte, ocorrida em 1986. Actualmente está habitada pelos seus herdeiros.

## Jardim
O jardim está centrado num amplo caminho, organizado por Porcinai, que corta parte do monte, com o jardim pênsil sob os telhados vidrados e a parte formal constituida por sebes de buxo e decorações lapidares.